# Événement (histoire)
 (juillet 2011).
Si vous disposez d'ouvrages ou d'articles de référence ou si vous connaissez des sites web de qualité traitant du thème abordé ici, merci de compléter l'article en donnant les références utiles à sa vérifiabilité et en les liant à la section « Notes et références ».
Pour les articles homonymes, voir événement.
En historiographie traditionnelle, un évènement est un ensemble de faits remarquables, jugé comme digne d'être retenu et consigné par écrit, en raison de son impact sur le cours de l'histoire. Un événement historique constitue donc typiquement un point de rupture, doté d'un avant et d'un après.
La chute du mur de Berlin, les attentats du 11 septembre 2001 sont des exemples d'évènements historiques ayant une portée mondiale. Des évènements historiques peuvent aussi être de portée plus nationale, prenons à titre d'exemples la Révolution française, l'Affaire Dreyfus et l'attentat contre Charlie Hebdo pour la France, ou encore la Crise d'Octobre, la Nuit des Longs Couteaux, la Tuerie de l'École polytechnique de Montréal et la Grève étudiante québécoise de 2012 pour le Québec.